# Broadway (personaggio)
(Broadway rivolto ad un bandito)
Broadway è un personaggio della serie televisiva a cartoni animati Gargoyles realizzata dalla Disney e andata in onda dal 1994 al 1997.
In italiano è doppiato da Massimo De Ambrosis.

## Caratteristiche del personaggio
Broadway ci viene presentato inizialmente come un personaggio prevalentemente comico, contraddistinto dalla sua goffaggine e dalla sua frequente inadeguatezza alla situazione; già durante l'attacco dei vichinghi al castello Wyvern ci viene mostrato come il grasso gargoyles abbia quasi paura a scendere in battaglia e preferisca stare in disparte ad abbuffarsi mentre i suoi fratelli combattono. Questi suoi atteggiamenti saranno spesso criticati da Lexington e Brooklyn.
Nonostante ciò questa definizione iniziale del personaggio si rivela essere falsa; Broadway è in realtà tra i guerrieri più coraggiosi del clan, non esita a scendere in campo quando la situazione si fa pericolosa ed è dotato di un'invidiabile forza d'animo. La sua innegabile goffagine tuttavia lo porta ad essere oggetto di sottovalutazione e scherno da parte dei nemici e, spesso anche dai compagni; seppur solo ironicamente.
Broadway ha un'innata capacità di maturare dalle situazioni, dopo aver giocato imprudentemente con una pistola, ferendo accidentalmente Elisa, si pentirà del suo gesto e sarà suo eterno motivo di tormento; tanto che seppure la ragazza sia sopravvissuta e lo abbia appieno perdonato, Broadway continuerà a non voler mai più nemmeno avvicinarsi ad una pistola e proverà in eterno un senso di disgusto, odio e rabbia per chiunque punti una pistola, a lui o ad un qualsiasi altro essere vivente; questo atteggiamento porta il personaggio ad essere protagonista di molti episodi a sfondo morale nella serie.
Broadway è un pacifista, un moralista ed un non violento, che fa ricorso alla forza solo se necessario e predilige fortemente il dialogo. Si intende di filosofia, letteratura e poesia, dopo aver imparato a leggere diviene il gargoyles più colto del clan, forse anche più del loro leader Golia.
Il suo migliore amico è Brooklyn, con cui avrà una faida per l'amore di Angela; la loro amicizia ne uscirà danneggiata quando la ragazza sceglierà lui piuttosto che l'amico. Da allora Brooklyn lascerà il clan furibondo e attraverserà un momento di crisi, da cui però uscirà facendo pace con Broadway.
Ha un buon rapporto d'amicizia anche con Lexinton, va molto d'accordo con Bronx, nutre molto rispetto per Golia e per Hudson e gli piace molto familiarizzare con gli umani, che non lo temono come gli altri gargoyles.
È il migliore amico di Elisa Maza all'interno del clan (dopo Golia, naturalmente), e l'aiuta spesso nelle sue indagini assieme al suo compagno Matt Bluenstone, con cui ha un ottimo rapporto di stima reciproca. Fa visita abbastanza frequentemente a casa della donna e si prende spesso cura della sua gattina Kelly, durante le assente di Elisa.
Dei due suoi contendenti, Broadway è quello che riesce a conquistare Angela e diviene il suo "compagno per la vita". Inizialmente il grasso gargoyles sentiva d'essere quello con le minori possibilità di conquistarla, tuttavia prima di gettare la spugna decise di aprirsi completamente a lei, rivelandole tutti i suoi sentimenti, Angela rimane colpita dalla bontà d'animo di Broadway, e lo comprende essere l'uomo adatto a lei. Il loro amore ha via via una solidità sempre maggiore e si fa via via indissolubile ogni giorno che passa.
Broadway è parecchio alto per un Gargoyles, ma meno di Golia, è obeso e muscolosissimo, ha i canini della mascella inferiore molto sviluppati e robusti e possiede un'apertura alare inverosimile; la maggiore nel suo clan; è calvo ed ha una serie di scaglie sul capo che giungono fino alla nuca; le sue orecchie ricordano la forma delle ali da pipistrello. È di colore acquamarina, sebbene spesso sembri azzurro. Quando è arrabbiato i suoi occhi si illuminano di un'intensa luce bianca.

## Biografia del personaggio

### Infanzia
Nasce al castello Wyvern, in scozia attorno al 958 d.C., fratello di nido di Brooklyn, differentemente dal fratello non sarà mai considerato un guerriero di particolare valore e vivrà sempre nella sua ombra, nonostante sia invece un combattente formidabile nonché tattico. Tuttavia la sua natura pacifica lo spinge a non far uso di tali abilità, venendo subito etichettato come pigro e stupido. Il giovane non si cura di certe cose e alla guerra preferisce largamente il cibo; preferenza che lo porta a divenire obeso, oltre a ciò il gargoyle ci è presentato anche come ottuso ed analfabeta; tuttavia ha un grande cuore ed è estremamente buono d'animo, anche se nessuno riesce a capire il suo valore umanitario. Si dice che Broadway sia figlio biologico di Hudson, anche se ciò non verrà mai chiarito.
Nel 994 d.C., la notte dell'assalto dei vichinghi, viene rinchiuso nei nidi assieme a Bronx, Brooklyn e Lexington da Golia per punizione di una scaramuccia con gli umani. È grazie a ciò che riesce a sopravvivere alla distruzione del clan. In seguito tuttavia, recatosi al salvataggio degli umani rapiti dai vichinghi verrà pietrificato dal Magus con un sortilegio a causa di un grosso malinteso e in tali condizioni rimarrà per 1000 anni.

### Prima serie
Nel 1994, sarà risvegliato da Xanatos assieme ai suoi fratelli e sarà il terzo gargoyles a scegliere il nome dopo Hudson e Brooklyn; inizialmente il gruppo verrà sfruttato dall'uomo, ma poi, grazie all'aiuto di Elisa Maza, comprenderanno che Xanatos è un criminale e fuggiranno dal castello per andare a vivere nella torre dell'orologio del distretto di polizia in cui lavora la giovane detective.
Broadway sarà subito curioso del mondo circostante e mostrando un forte interesse per la cinematografia ed il teatro, non ci metterà molto ad imparare quanto di più utile sul nuovo mondo (spesso anche senza l'aiuto di nessuno), dimostrando una grande intelligenza mai chiaramente palesata prima d'allora. Dimostrò anche un grande interesse per le altre culture, specie per la loro cucina, che oltre ad apprezzare servita in tavola, imparò a preparare con le sue mani.
Inizierà a lavorare anche da solo assieme ad Elisa, mostrando un'abilità innata da detective ed uscendo sempre più dall'ombra dei compagni; tuttavia rimane sempre un gargoyles sprovveduto e facile da raggirare, soprattutto incosciente, una sera, mentre Elisa stava cucinando egli le fece visita in casa e, trovata per caso la sua rivoltella iniziò a mimare i film sui gangster che tanto amava, un colpo partì accidentalmente e ferì la ragazza gravemente; Il gargoyles la portò all'ospedale dove lei venne curata e tratta fuori pericolo; il gargoyle, seppur ricevuto il perdono della donna non smetterà mai di essere ossessionato da quell'atimo, tanto da maturare da allora il suo atteggiamento moralista nei confronti delle armi, caratteristica che lo contraddistingue come personaggio rendendolo tra l'altro uno di quelli di maggior spessore.
Dopo tale esperienza infatti Broadway non vorrà mai più nemmeno avvicinarsi ad una pistola e proverà in eterno un senso di disgusto, odio e rabbia per chiunque punti una pistola, a lui o ad un qualsiasi altro essere vivente; per ciò sarà spesso protagonista di episodi a sfondo morale e riflessivo nella serie.

### Seconda serie
In seguito tornerà a lavorare con la donna molto spesso; avendo buoni rapporti anche con il suo parthner Matt; un esempio di tali collaborazioni avviene nell'episodio Il falcone d'argento in cui li aiuterà a risolvere un caso di furto di gioielli rimasto irrisolto per 50 anni.
Broadway rimarrà l'unico gargoyles, insieme a Golia a rivestire il ruolo di detective, questa scelta venne fatta dagli autori per dare maggiore spessore narrativo alle trame e portarle nella realtà.
Dopo che nell'episodio Fari nell'oceano del tempo viene rapito da Macbeth, il cui fine è rubare i rotoli di Merlino per potersi impadronire delle loro antiche magie, sentirà l'uomo parlare dei libri e leggere i rotoli, e comprenderà che la vera "magia" dei libri sono le emozioni che trasmettono, da allora Broadway impaderà a leggere ed incomincerà ad aprirsi a romanzi di vari generi e spessori narrativi, espandendo le sue conoscenze fino alla poesia ed alla filosofia fino a divenire uno dei membri più colti del clan, più di Hudson e forse anche di Golia.
Dopo che Golia partirà per girare il mondo, il gargoyles continuerà a difendere la città dai criminali sia assieme al suo clan; ora guidato da Brooklyn, sia assieme alla polizia affiancato dal detective Matt Bluenstone. Inoltre si prenderà cura di Kelly, la gattina di Elisa.
Dopo il ritorno di Golia, Elisa e Bronx; accompagnati dalla ritrovata figlia di Golia: Angela, il gargoyles sarà subito attratto dalla ragazza, e assieme a lui il fratello di nido Brooklyn, all'inizio la ragazza li snobba entrambi, trovandoli solo fastidiosi, nonostante ciò i due non demordono arrivando ad avvicinarla sempre di più ma senza che lei ricambi i loro sentimenti; a lungo andare Bradway, ammettera di fronte alla ragazza di sapere di non avere molte speranze rispetto all'abile fratello di nido; tuttavia le rivela di amarla davvero, e non per la sua bellezza sconfinata, ma per i modi angelici e gentili che le danno il nome; Angela rimarrà colpita da tali parole e, da allora inizierà a vedere ciò che nessun altro nel clan vede di Broadway, inizierà a capire tutte le sue buone qualità e finirà con l'innamorarsi di lui e sceglierlo come "compagno per la vita".
Alla fine della seconda serie il clan si appacifica con Xanatos il quale concede loro di ritornare al castello come ricompensa per aver salvato suo figlio da Oberon.

### The Goliath Chronicles (Non Canonica)
Nella terza serie Broadway porterà avanti la sua relazione con Angela che via via si fa più forte, il tutto nella loro vecchia casa, il castello di Wyvern. Tuttavia la pace non dura molto, in giro per la città ci sono i cacciatori di gargoyles, i quali sono ora a norma di legge ed hanno autorità superiore alla polizia, grazie all'elezione legale del popolo, che vede le creature con timore.
Inoltre Brooklyn, dopo essere stato respinto da Angela per Broadway, si allontanerà dal clan e passerà un periodo di crisi, dal quale fortunatamente uscirà riallacciando il rapporto d'amicizia con Broadway.
In un episodio andato in onda solo negli USA, Broadway, per legittimare la sua specie agli occhi del pubblico, si accorderà con Volpe e suo marito Xanatos per andare a Hollywood e farsi intervistare in un talk-show.
Anche grazie a questo suo gesto i gargoyles vinceranno i pregiudizi degli umani e saranno accettati nel mondo.

### I fumetti prodotti dalla SLG
La situazione per i gargoyle è ora davvero drammatica poiché infatti tutta New York sa della loro esistenza e John Castaway sta diffondendo l'odio e la paura nei loro confronti. Il clan non ha altra scelta che fidarsi di Xanatos, uno dei loro peggiori nemici, che adesso li ospita nel suo castello e che molto probabilmente vorrà approfittare della situazione per sfruttare i gargoyle. Nel frattempo il rapporto tra Broadway e Angela si rafforzerà e i due giovani gargoyle si innamoreranno e decideranno di stare insieme.
Alla vigilia di Halloween, Xanatos decide di inaugurare una festa nel suo castello anche se non vi sarà presente. Il clan di Manhattan invece al contrario e non dovranno temere di essere scoperti dato che sarà una festa in maschera. Broadway e Angela si travestiranno da due personaggi de Mago di Oz, Lexington da cyborg e Brooklyn da Supergolye con un costume da Superman.
La festa viene più tardi rovinata dall'improvviso arrivo di Ailog e gli altri cloni e fra loro e il clan di Manhattan scoppia un violento scontro. Ailog nel frattempo ferisce con dei pugnali nascosti tutti i membri nemici; alla fine arriva Delilah che era presente alla festa prima che arrivasse Ailog, e convince gli altri cloni ad abbandonarlo. E quindi tutti gli altri cloni lo fanno ad eccezione di Brentwood che decide di rimanergli fedele. Il dott. Sato che era tra gli invitati cura le ferite di tutti i membri del clan di Manhattan.
Passato un po' di tempo, nel clan entrano a farne parte nuovi membri e sono Pietrafredda, Fuocofreddo, Katana, Nashville e Fu-dog.
Nell'atto finale di Gargoyles Clan Building Volume 2, il clan al completo va a fermare il Branco che sta terrorizzando Times Square.

## Poteri e abilità
Come tutti i gargoyles Broadway dispone di forza, resistenza e agilità sovrumane, è in grado di sfondare una porta di metallo a spallate, abbattere un muro di pietra a pugni, perforare l'acciaio con gli artigli e scaraventare un essere umano a centinaia di metri di distanza, può pareggiare la velocità di un felino in un percorso rettilineo e per abbatterlo ci vogliono come minimo quattro uomini armati. È estremamente resistente ai sedativi e al dolore ed è capace di affrontare anche più avversari alla volta con una destrezza incredibile.
Durante il giorno il suo corpo è pietrificato e lui si trova in uno stato simile al sonno per un umano; sebbene questo sia uno svantaggio, poiché in questo stato è estremamente vulnerabile ad un attacco nemico, dall'altra è ciò che permette alla sua specie di riprendersi da ferite e stordimenti; indipendentemente dalle condizioni in cui i gargoyless versano al sorgere del sole infatti, alla seguente notte sono nuovamente in perfetta forma fisica. Tale processo gli permette anche di fare a meno dell'immenso approccio calorico necessario per il sostentamento della sua specie (all'incirca tre mucche al giorno secondo Sevarius); dunque per vivere non avrebbe bisogno né di mangiare né di bere.
Broadway possiede due grandi ali simili a quelle dei pipistrelli, la cui apertura è perfino maggiore a quella di un'aquila reale ed a qualunque altro membro del suo clan. Come ogni gargoyles non è in grado di "volare" come lo intendono gli umani ma possono solo planare sulle correnti d'aria, soprattutto se ascensionali.
Ciò nonostante non si fanno trasportare dal vento, ma una volta sospesi possono direzionare il loro andamento spostando il loro baricentro o sbattendo le ali.
Broadway sa leggere e scrivere anche in più lingue ed ha imparato a farlo in brevissimo tempo; è inoltre un grande conoscitore delle maggiori opere letterarie e filosofiche.
Grazie al tempo passato con Elisa, Matt e a seguire le indagini della polizia Broadway ha dimostrato di possedere anche un'innata abilità come detective.
Quando si arrabbia inoltre i suoi occhi hanno la fosforescenza bianca tipica dei gargoyles.